# 杉本博司
杉本 博司（すぎもと ひろし、1948年2月23日 - ）は、日本の写真家、現代美術作家、建築家、演出家、文化功労者、日本芸術院会員。東京都台東区旧：御徒町出身。1970年渡米、1974年よりニューヨーク在住。東京およびニューヨークを活動の拠点としている。

## 経歴
生まれは東京御徒町。銀座美容商事という美容院専門商品の卸売商店の長男として生まれ、立教高等学校（現：立教新座高等学校）、立教大学経済学部卒業。夏は家族で伊豆の海に行くことが多く、その途中の真鶴辺りの東海道線の列車から初めて海を見た際に水平線の鋭さに衝撃を受け、この水平線を数万年前の人と同じように見ていることに思いを馳せたという。立教中学では鉄道模型に熱中し、鉄道写真を通じて写真との関わりを始めた。このころ、オードリー・ヘップバーンに夢中になり、『ローマの休日』を上映中の映画館でカメラを構え、オードリーが映っているシーンの写真を大量に撮ってノートに整理している。立教大学では広告研究会に属してポスターデザインの制作を行った。
大学卒業後、1970年にロサンゼルスのアートセンター・カレッジ・オブ・デザインで写真を学んだ。この間、一旦帰国し、シベリア鉄道経由でヨーロッパを放浪し、ロサンゼルスへ戻る旅もしている。卒業後の1974年にニューヨークに移り、当初は写真家のアシスタントなどを続けたが、1975年から写真作家として生きる道を選び、自分のスタジオを構えた。翌1976年、ニューヨーク近代美術館の写真部門が当時週1回行っていた、写真作家が作品を持ち込みキュレーターが評価するという写真持込・面接の日に、最初のシリーズである『ジオラマ』シリーズの1枚を持ち込み、これが評価されて買い上げられるという栄誉を得た。以後、ニューヨーク州の奨学金やグッゲンハイム奨学金など、1年単位の奨学金を得ながら写真作品を制作した。奨学金が終了したので、生活のために日本の古美術品や民芸品を売る古美術商ギャラリー「MINGEI」を当時の配偶者・杉本絹枝と1978年秋にソーホーに開業し、ニューヨークと日本を往復しながら古美術品を買い販売する生活を10年ほど続けた。ギャラリー閉店後も古美術の取引自体は1997年まで続け、現在に至るまで日本の古美術の収集を続けており、日本の古美術・古建築・古典文学への造詣が深い。
1977年、東京の南画廊で初個展。1981年には、ニューヨークのソナベンド・ギャラリーで個展。現在の妻の小柳敦子が経営する東京銀座のギャラリー小柳に所属し、2001年には、ハッセルブラッド国際写真賞を受賞、欧米など世界各地の美術館で個展を開催している。また、内装や能舞台、神社など建築に関する作品も手掛けている。2017年10月9日、構想10年建設10年の複合文化施設「江之浦測候所」が、神奈川県小田原市に竣工した。子供の頃に列車から海を見た思い出の場所の近くの、水平線を見渡す丘の上に、日本の様々な時代の様式の建築や石庭やローマ劇場のような舞台を作り、古美術コレクションのギャラリーや茶室なども設け、「古代人が思い描いた生命のビジョンを自身の思想をからめながら再現し、現代人が改めて感性を育み、人生の意味を考える場所」にしようとしている。
2009年に高松宮殿下記念世界文化賞、2010年に紫綬褒章、2013年にはフランス芸術文化勲章オフィシェを受章。2017年文化功労者。2023年日本芸術院会員に選出。

## コンセプト

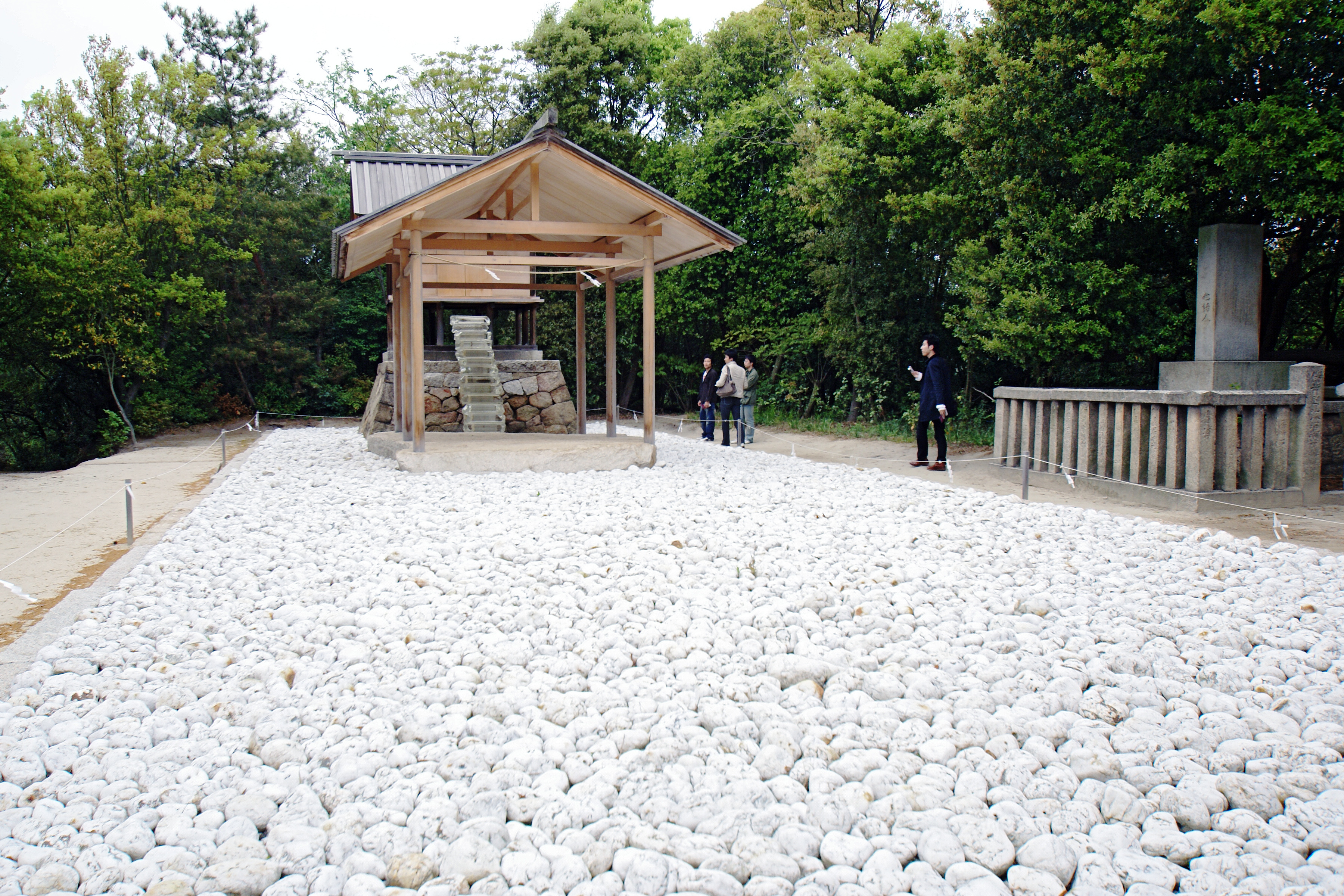
『アプロプリエイト・プロポーション』、香川県の直島の護王神社の建築を手がけたもの。神域にふさわしい空間を考え、神を迎えるための「適正な比率」をタイトルとした

作品は厳密なコンセプトと哲学に基づき作られている。8×10の大判カメラを使い、照明や構図や現像といった写真の制作過程における技術的側面も評価されている。1976年に『ジオラマ』シリーズを制作して以降、『海景』『劇場』『ポートレート』『蝋人形/恐怖の館』『陰翳礼讃』『建築』など、今日まで制作が続くシリーズを発表し続けており、一貫して個人の存在を超えた時間の積み重なりや流れをとらえるためのコンセプトや方法を模索している。
彼が渡米した時期のアメリカでは、メディアにおける映像の氾濫により現実が変容した状況が指摘され、「あるがままの世界」を写すというストレートフォトグラフィの理念の失効や、ピクトリアリスムの再評価が主張されるなど、写真においてもモダニズムが問い直されポストモダニズムが勃興する時期だった。彼はストレートフォトグラフィとピクトリアリスムの対立に対しては、技法では構図や照明の計算により絵画的な画面を実現しピクトリアリスムに接近している。しかし一方で「ポストモダン時代を経験したポストモダン以前のモダニスト」を自認するなどモダニズムの立場に立ち続けている彼は、「真実らしさで満ちている世界では、写真が真実を写し出すことはない」としつつも、「写真には嘘をつかせない」というモダニズムの倫理を守ろうとしている。写真に何かを足したり引いたりして写真に嘘をつかせないために、彼は明らかに人為的で嘘と分かるジオラマや蝋人形を撮影したり、「陰翳礼讃」や「劇場」シリーズのように表象不可能な「時間」を撮影しようとする。

### ジオラマ・蝋人形
最初のシリーズの『ジオラマ』では、ニューヨークのアメリカ自然史博物館の古生物や古代人を再現したジオラマを撮った。片目を閉じた「カメラの視覚」のもとでは、両目で見ると模型だと分かるジオラマが遠近感の喪失によりリアルに見える、という発見からこのシリーズは始まっている。精巧なジオラマを本物に見えるよう注意深く撮ったシリーズは、「写真はいつでも真実を写す」と考えている観客には一瞬本物の動物や古代人を撮ったように見えてしまう。1999年からのシリーズ『ポートレイト』では、マダム・タッソー蝋人形館にある偉人たちや有名人たちの蝋人形を、16世紀の絵画を彷彿させる照明で撮影し、あたかも生きた本人を撮影したかのような作品に仕上げた。これらのシリーズは、迫真性をもって撮りながらその写すものは偽物であるということを示す一方で、時間を超えた存在を写すという主題にもつながっている。

### 時間
彼の作品シリーズには、厳密なコンセプトを立ててそれを実現するというコンセプチュアル・アートの影響がある。
人間の見ることのできる共通・普遍の風景を模索した結果、海の水平線へと至り、世界各地の海や湖で同じ風景を撮影してくるというシリーズが始まった。『海景』のシリーズは「人類が最初に見た風景は海ではなかっただろうか」「海を最初に見た人間はどのように感じたか」「古代人の見た風景を現代人が同じように見ることは可能か」という問題提起を立てている。大判カメラですべて水平線が中央にくるように（空か海を大きめに取って余計な意味を付加させないよう）撮影された白黒写真のシリーズは、同じ構図を延々と繰り返し制作することにより、個別の海という同一性を奪われる。
闇の中の一本の和蝋燭が燃え尽きるまでを露光した『陰翳礼讃』は、光の帯と影だけという写真の最小限のものだけを写し取った。
『劇場』シリーズは映画を撮影したもので、アメリカ各地の古い劇場やドライブインを訪れ、映画上映中の時間フィルムを露光し、その結果真っ白になったスクリーンとスクリーンに照らされた劇場内部が写っている。時間の経過によって、「物語」という人為的な不純物の集積が光に蒸発したさまが撮られている。

### 観念
『建築』では、人類にとって未曾有の体験であり、生活を大きく変えたモダニズムの誕生と展開を検証しようとするものである。世界の記念碑的なモダニズム建築を、焦点を無限遠の2倍にして撮影したもので、ぼやけた結果、建築家が現実に妥協した結果付け加わったディテールや夾雑物が取り除かれ、建築家が頭の中で最初に構想したフォルムだけが残されている。モダニズムの検証というテーマでは、京都服飾文化研究財団が所蔵する近現代の服飾作品を着せたマネキンを撮影した『Stylized Sculptures』シリーズがある。
『関数模型』では、幾何学を三次元の模型にして視覚的に把握しやすくした数理模型（東京大学総合研究博物館が所蔵する19世紀末から20世紀初頭にかけて模型）を撮影している。数学者の頭の中にしか存在しない、純粋な合理的思考である関数を、芸術的野心なく形にした模型が撮影対象となっている。『Lightning Fields』では、初期の写真術であるカロタイプを途中まで開発していたウィリアム・ヘンリー・フォックス・タルボットが、フランスのダゲレオタイプ開発に対抗し、電磁誘導の実験を中断してカロタイプの研究を再開した故事に基づき、電磁誘導実験を21世紀になって引き継ぎ撮影するというもので、放電現象により生のフィルムの上に像を結ばせたものである。